# 張懋隆
张懋隆（1886年—？），字簡廷，四川大竹人，中国民主革命家，中华民国政治人物。

## 生平
张懋隆为清朝諸生，曾经留学日本。他1906加入中国同盟会，后为大竹書報社會員。辛亥革命爆发后，他曾任南京临时参议院议员。